# ジンマ
ジンマ (オロモ語：Jimma、アムハラ語：ጅማ)はエチオピア南部のオロミア州の都市。
2015年の人口は17万7900人だった。

## 歴史

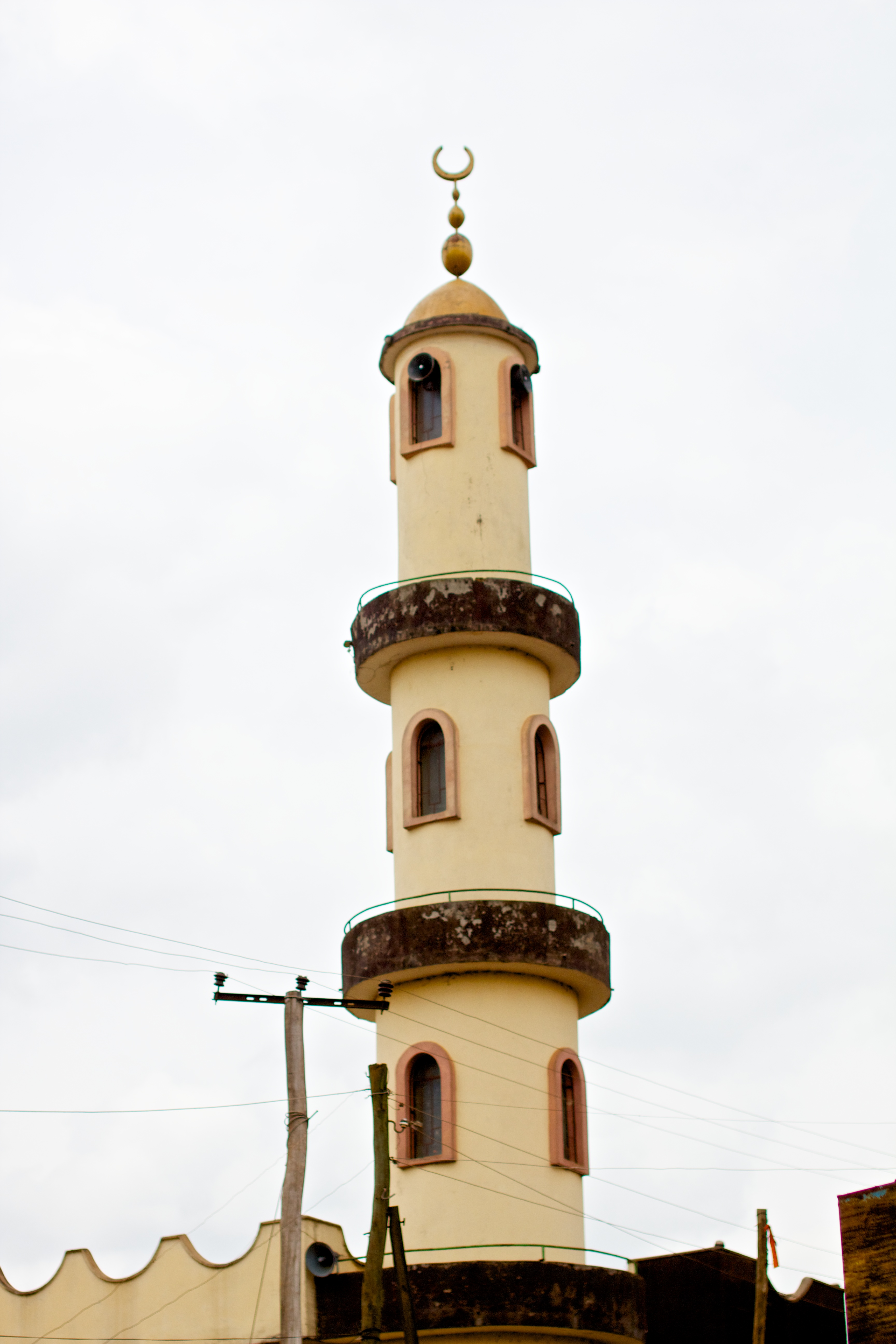
ジンマのモスク

1790年、ジンマ王国が建国された。
1932年、ジンマ王国が滅亡した。
イタリア領東アフリカがアウェツ川の近くにジンマを建設した。
エチオピア正教会を弱体化しイスラム教を広める為、イタリア人はイスラム法学の学校を建設した。
1941年7月、第二次世界大戦でジンマに駐留していたイタリア軍が降伏した。
1943年、新設されたカッファ州の州都になった。
1975年4月、地域の小作農を組織する為派遣された原理主義大学生(ゼマチャ)と、地主に仕える警察が衝突した。
学生と小作農が地主と裕福な農民を監禁した為、警察を支援する為軍事政権のデルグが派遣された。
最終的に、24人の学生が殺害され、それ以上が逮捕された。
また、ジンマのゼマチャの基地は閉鎖された。
1991年5月にエチオピア内戦が終結するまでに、エチオピア人民革命民主戦線が占領した。
1995年、州の変更によってオロミア州に編入され、州都でなくなった。
2006年12月13日、政府はアフリカ開発銀行から9800万$(114億5816万円)を借り、ジンマからミザン・テフェリまでの227kmの高速道路を舗装した。

## 気候
ケッペンの気候区分では熱帯雨林気候(Af)に該当し、3～10月に長い雨季を迎える。
一年を通して一日の平均気温は20～25℃で、過し易い。
| ジンマの気候           | ジンマの気候 | ジンマの気候 | ジンマの気候 | ジンマの気候 | ジンマの気候 | ジンマの気候 | ジンマの気候 | ジンマの気候 | ジンマの気候 | ジンマの気候 | ジンマの気候 | ジンマの気候 | ジンマの気候  |
| 月                     | 1月          | 2月          | 3月          | 4月          | 5月          | 6月          | 7月          | 8月          | 9月          | 10月         | 11月         | 12月         | 年            |
| ---------------------- | ------------ | ------------ | ------------ | ------------ | ------------ | ------------ | ------------ | ------------ | ------------ | ------------ | ------------ | ------------ | ------------- |
| 平均最高気温 °C （°F） | 28 (82)      | 29 (84)      | 28 (82)      | 27 (81)      | 26 (79)      | 24 (75)      | 24 (75)      | 25 (77)      | 27 (81)      | 27 (81)      | 28 (82)      | 28 (82)      | 26.8 (80.1)   |
| 日平均気温 °C （°F）   | 23 (73)      | 24 (75)      | 24 (75)      | 23.5 (74.3)  | 23 (73)      | 21.5 (70.7)  | 21.5 (70.7)  | 22 (72)      | 23 (73)      | 23 (73)      | 23 (73)      | 22.5 (72.5)  | 22.83 (72.93) |
| 平均最低気温 °C （°F） | 18 (64)      | 19 (66)      | 20 (68)      | 20 (68)      | 20 (68)      | 19 (66)      | 19 (66)      | 19 (66)      | 19 (66)      | 19 (66)      | 18 (64)      | 17 (63)      | 18.9 (65.9)   |
| 雨量 mm （inch）       | 40 (1.57)    | 55 (2.17)    | 95 (3.74)    | 140 (5.51)   | 160 (6.3)    | 215 (8.46)   | 215 (8.46)   | 215 (8.46)   | 185 (7.28)   | 90 (3.54)    | 55 (2.17)    | 35 (1.38)    | 1,500 (59.04) |
| 平均降雨日数           | 5            | 10           | 14           | 15           | 18           | 24           | 25           | 25           | 22           | 18           | 10           | 5            | 191           |
| 出典：World Climates   |              |              |              |              |              |              |              |              |              |              |              |              |               |

## 人口
- 1984年5月9日：6万992人
- 1994年10月11日：8万8867人(男性：4万3874人、女性：4万4993人)
- 2007年5月28日：12万960人(男性：6万824人、女性：6万136人)
- 2015年7月1日：17万7900人

## 民族
- オロモ人：46.71%
- アムハラ人：17.14%
- ダウロ人（英語版）：10.05%
- その他：26.1%

## 第一言語
- アムハラ語：41.58%
- オロモ語：39.96%
- その他：18.46%

## 宗教
- エチオピア正教会：46.84%
- イスラム教：39.03%
- プロテスタント：13.06%
- その他：1.07%[5]

## 施設
- ジンマ王国宮殿
- アバ・セグド空港（英語版）
- 国立農業研究所コーヒー・香辛料部門[6]

## 著名人
- アッバ・ジファル1世（英語版）：ジンマ王国（英語版）第6代国王。在位：1830年～1855年。
- アッバ・ジファル2世（英語版）：ジンマ王国（英語版）第10代国王。在位：1878年～1932年。
- ムラトゥ・アスタトゥケ：ミュージシャン。